# Hypocrea schweinitzii
Hypocrea schweinitzii är en svampart som först beskrevs av Elias Fries, och fick sitt nu gällande namn av Pier Andrea Saccardo 1883. Hypocrea schweinitzii ingår i släktet svampdynor och familjen Hypocreaceae.  Artens status i Sverige är: Ej påträffad. Inga underarter finns listade i Catalogue of Life.